# Rens Veltman
Rens Veltman (* 1952 in Schwaz) ist ein österreichischer Künstler, der insbesondere in den Bereichen Grafik, Malerei, elektronische Kunst, Soundinstallation und Robotik tätig ist.

## Leben
Rens Veltman wurde als Sohn eines Niederländers in Schwaz geboren. Von 1972 bis 1978 studierte er Bildhauerei an der Universität für angewandte Kunst Wien, Bühnenbild am Mozarteum in Salzburg, Kunsterziehung an der Hochschule für industrielle Gestaltung in Linz, dazwischen Psychologie und Zoophysiologie an der Universität Innsbruck und schließlich an der Universität für angewandte Kunst Wien in der Klasse von Oswald Oberhuber.
Rens Veltman lebt und arbeitet in Schwaz. Er ist insbesondere auf den Gebieten der Malerei, transmedialen Kunst und Robotik tätig, in denen er mit unterschiedlichen Techniken und Strategien Projekte, Performances und Arbeiten entwickelt. Im Bereich der elektronischen Kunst leistet er seit den 1970er Jahren Pionierarbeit, wobei bei ihm nicht die Technologie im Vordergrund steht, sondern die technischen sowie gesellschaftlichen Gesetzmäßigkeiten und Auswirkungen, die mit Maschinen wie dem Computer verbunden sind.

## Ausstellungen (Auswahl)
- 1985: Auf und davon, Tiroler Kunstpavillon, Innsbruck
- 1988: Frost Drei, Luftbad, Wien
- 1991: Interferenzen IV: Die Geometrie des Schweigens, Museum Moderner Kunst Stiftung Ludwig Wien und Tiroler Landesmuseum Ferdinandeum, Innsbruck
- 1996: Hypermeable Objects, Galerie der Stadt Schwaz im Palais Enzenberg (gemeinsam mit Marek Chołoniewski)
- 2012: hands have no tears to flow, Österreichischer Beitrag zur 13. Architekturbiennale Venedig
- 2013: Problem des Handlungsreisenden, Galerie der Stadt Schwaz
- 2013: infra und ultra oder colonise the dark, aut. architektur und tirol[2]
- 2014: ∞, Tiroler Landesmuseum Ferdinandeum, Innsbruck

## Auszeichnungen
- 2011: Tiroler Landespreis für zeitgenössische Kunst
- 2017: Preis der Landeshauptstadt Innsbruck für künstlerisches Schaffen[1]
- 2022: Tiroler Landespreis für Kunst[3]